# Эгейт, Джеймс
Джеймс Эвершед Эгейт (англ. James Evershed Agate; 9 сентября 1877, Пендлтон, ныне в составе Солфорда ― 6 июня 1947, Лондон) ― английский мемуарист и один из самых влиятельных театральных критиков Великобритании в межвоенный период. Брат Эдуарда Эгейта.

## Биография
Джеймс Эгейт, старший ребёнок в семье Чарльза Джеймса Эгейта (1832―1909), торговца тканями, и Элали Джулии (девичья фамилия ― Янг), родился в городе Пендлтоне, недалеко от Манчестера, Англия. Его отец проявлял живой интерес к музыке и театру, а также имел знакомства с представителями этих кругов. Так, давним другом Чарльза был Густав Гарсия, племянник примадонны Марии Малибран (оба они когда-то работали на хлопковом складе). Мать Эгейта получила образование в Париже и Гейдельберге и была талантливой пианисткой. Эта среда оказала большое влияние на юного Джеймса. В октябре 1912 года дом Эгейтов посетила Сара Бернар. Единственная сестра, Джеймса, Мэй, впоследствии обучалась актёрскому мастерству у Бернар в Париже.
После учёбы в школе Гиггслвик и в гимназии Манчестера, где он показал большие успехи, Эгейт не поступил в университет, но присоединился к работе своего отца. Так продолжалось семнадцать лет. В свободное время он был завсегдатаем театральных постановок, а также восхищался работами Джорджа Бернарда Шоу в The Saturday Review и стремился подражать им. В 1906 году он написал свою первую серьёзную рецензию, которую направил в манчестерскую газету. Редактор благосклонно отнёсся к труда Эгейта и предложил ему дальше писать в еженедельной театральной колонке. Через год Эгейт присоединился к команде критиков из The Manchester Guardian под руководством Чарльза Монтегю. Даже в качестве младшего критик Эгейт не стеснялся давать критические обзоры постановок ведущих фигур английской сцены, когда он думал, что это оправдано. Так, например, он отзывался о роли Ричарда II в исполнении Герберт Бирбома Три: «игра была чрезвычайно неинтересной, и даже удивительно, насколько плохо трагическая роль может подходить такому замечательному в прочих амплуа актёру». Однажды Эгейту в язвительной форме ответила Лилиан Брейтуэйт, которая откликнулась на его отзыв о ней, в котором он говорил, что она была «вторая женщина Лондона по красоте». Брейтуэйт в ответ заявила: «мне очень радостно услышать о таком отзыве от нашего второго лучшего театрального критика».
В его начале двадцатых годов Эгейт написал свою пьесу The After Years, которую его биограф, Айвор Браун называет «не вполне удачной». Другой биограф, Джеймс Хардинг, считал, что последовавшие эксперименты Эгейта на литературном поприще (вторая пьеса и три романа) «не представляют большого интереса».
В мае 1915 года Эгейт в возрасте тридцати семи лет записался в армию добровольцем и был отправлен во Францию. Там он регулярно писал о своих фронтовых впечатлениях Аллану Монкхаузу из The Manchester Guardian. Эти материалы были опубликованы в книге Lines of Communication. Знание французского и умение обращаться с лошадьми позволили ему стать заготовщиком сена. Его система учёта покупки сена во время войны была в конечном счете была признана военным ведомством и была помещена в официальные справочники. В 1918 году Эгейт опубликовал сборник эссе о театре под названием Buzz, Buzz!. В том же году, ещё служа во Франции, Эгейт женился на Сидонии Жозефине Эдмэ Мурре-Кастийон, которая была дочерью богатого землевладельца. Брак был недолгим, и после того, как они расстались полюбовно, Эгейт вступал исключительно в гомосексуальные отношения.
После возвращения с войны Эгейт вернулся к карьере театрального критика. В 1919 году он опубликовал вторую книгу очерков, Alarums and Excursions. В 1921 году он получил место в The Saturday Review (которое до него занимал Макс Бирбом), а в 1923 году перешёл в The Sunday Times, где проработал остаток жизни. С 1925 по 1932 год он совмещал свою работу в данной газете с постом театрального критика в Би-би-си.

## Сочинения
| - L. of C. [Lines of Communication]. Constable, 1917 - Buzz, Buzz! Essays of the Theatre. Collins, 1918 - Responsibility. Grant Richards, 1919/Hutchinson, 1943 - Alarums and Excursions. Grant Richards, 1922 - At Half Past Eight. Jonathan Cape, 1923 - Fantasies and Impromptus. Collins, 1923 - On An English Screen. John Lane The Bodley Head, 1924 - White Horse and Red Lion. Collins, 1924 - Blessed Are The Rich. Leonard Parsons, 1924/Hutchinson, 1944 - Agate's Folly. Chapman and Hall, 1925 - The Common Touch. Chapman and Hall, 1926 - Essays of Today and Yesterday. Harrap, 1926 - A Short View of The English Stage, 1900–1926. Herbert Jenkins, 1926 - Playgoing. Jarrolds, 1927 - Rachel. Gerald Howe,London; Viking Press, NY 1928 - Gemel in London. Chapman and Hall, 1928/Hutchinson, 1945 - Their Hour Upon The Stage. Mandarin Press, Cambridge, 1930 - The English Dramatic Critics, 1660–1932. Arthur Barker, 1932 - My Theatre Talks. Arthur Barker, 1933 - First Nights. Ivor Nicholson and Watson, 1934 | - Kingdoms For Horses. Gollancz, 1936 - More First Nights. Gollancz, 1937 - Bad Manners. John Mills, 1938 - The Amazing Theatre. Harrap, 1939 - Speak For England. Hutchinson, 1939 - Express and Admirable. Hutchinson, 1941 - Thursdays and Fridays. Hutchinson, 1941 - Here's Richness! An Anthology of and by James Agate. Foreword by Sir Osbert Sitwell. Harrap, 1942 - Brief Chronicles. Jonathan Cape, 1943 - These Were Actors. Extracts from a Newspaper Cutting Book, 1811–1833. Hutchinson, 1943 - Red Letter Nights. Jonathan Cape, 1944 - Noblesse Oblige. Home and Van Thal, 1944 - Immoment Toys: A Survey of Light Entertainment on the London Stage, 1920–1943. Jonathan Cape, 1945 - Around Cinemas. Home and Van Thal, 1946 - Thus To Revisit. Home and Van Thal, 1947 - Oscar Wilde and The Theatre. Curtain Press, 1947 - Those Were The Nights. Hutchinson, 1947 - Around Cinemas, Second Series. Home and Van Thal, 1948 - Words I Have Lived With. A Personal Choice. Hutchinson, 1949 - A Shorter Ego. Volume Three. Harrap, 1949 |